# Party hos Parnevik
Party hos Parnevik var en underhållningsserie som 1978 och 1979 samt 1982 sändes i Sveriges Television med imitatören och underhållaren Bosse Parnevik som programledare. I programmet varvades imitationer med sketcher och musikinslag. Här gjorde Parnevik många av sina klassiska telefonsamtal där han ringde och lurade kändisar genom att imitera någon känd person. Klassiskt är hans samtal med Anni-Frid Lyngstad där han utger sig för att vara Charlie Norman. Ett annat klassiskt exempel är hans samtal med Malena Ivarsson där han utger sig för att vara Bengt Bedrup. Flera av de samtalen gavs senare ut på LP-skivan Telefonlur.
En lång rad välkända gästartister medverkade i serien, bland andra Ted Gärdestad, Eva Rydberg, Sten-Åke Cederhök, Eva Bysing, Lill-Babs, Jon Skolmen, Lars Amble, Siw Malmkvist, Svante Thuresson, Björn Skifs och Lasse Berghagen.
Första omgången (sex program) hade den 1 december 1978 premiär i TV2. Serien återkom 1982 med två nyinspelade program. De första sex avsnitten sändes 1982 och 1989 i repris i TV2.
Programmet är en av titlarna i boken Tusen svenska klassiker (2009).

### Fotnoter
1. ↑  Party hos Parnevik, eftertexter.[källa från Wikidata]
2. ↑  Gradvall et al 2009, nr. 508